# AS Tanda
Der Association Sportive de Tanda, auch als AS Tanda oder Tanda bekannt, ist ein 1961 gegründeter ivorischer Fußballverein aus Tanda. Aktuell spielt der Verein in der zweiten Liga des Landes, der Ligue 2.

## Erfolge
- Ivorischer Meister: 2014/15, 2015/16
- Ivorischer Supercupsieger: 2016
- Ivorischer Pokalfinalist: 2017

## Stadion
Der Verein trägt seine Heimspiele im Stade Henri Konan Bédié in Abengourou aus. Das Stadion hat ein Fassungsvermögen von 3000 Personen.

## Trainerchronik
| Trainer             | Nation         | von               | bis               |
| ------------------- | -------------- | ----------------- | ----------------- |
| Amani Yao           | Elfenbeinküste | 26. November 2015 | 30. Juni 2016     |
| Firmin Koffi        | Elfenbeinküste | 12. Oktober 2016  | 28. November 2017 |
| Kjetil Zachariassen | Norwegen       | 28. November 2017 | 1. Mai 2018       |
| Oussou Israël       | Elfenbeinküste | 22. Juni 2019     | 31. Dezember 2019 |
| Jean-Baptiste Aka   | Elfenbeinküste | 6. Januar 2020    | 30. Juni 2021     |